# Sankt Nikolai katolska kyrka, Linköping
För andra betydelser, se Sankt Nicolai kyrka.
Sankt Nikolai kyrka är en romersk-katolsk kyrkobyggnad i Linköping. Den tillhör Sankt Nikolai katolska församling i Stockholms katolska stift. Kyrkan invigdes den 24 maj 1990, och är uppkallad efter linköpingsbiskopen Nicolaus Hermanni.

## Historia
Under 1950-talet, när antalet katoliker i Linköping började öka, börjande de katolska präster som var verksamma i Linköping att fundera på att grunda ett katolskt kapell. 1961 mottogs en donation, vilket medförde att en fastighet för ändamålet kunde inköpas. Fastigheten på Teatergatan 1 i Linköping inköptes den 30 maj 1962 och ett katolskt kapell inreddes i fastigheten.
Den 1 januari 1974 upprättades officiellt S:t Nikolai katolska församling inom Stockholms katolska stift, efter att tidigare fungerat som en "annexförsamling" till Sankta Birgitta katolska församling i Norrköping.
Församlingen var i behov av en större kyrka, eftersom antalet församlingsmedlemmar fortsatte att öka. Planeringen av ett nytt kyrkobygge kunde påbörjas efter en donation från Nederländerna. Den 24 maj 1990 invigdes den nya, nuvarande, kyrkan. 

### Franciskanerna
1963 flyttade en präst från Franciskanorden in permanent i huset på Teatergatan 1. Därefter bildades en franciskansk kommunitet bestående av präster från Nederländerna. År 2000 lämnade franciskanerna Linköping.

## Orgel
I kyrkan står en elorgel med en manual.